# Morvillers
Morvillers ist eine französische Gemeinde mit 504 Einwohnern (Stand 1. Januar 2022) im Département Oise in der Region Hauts-de-France. Die Gemeinde liegt im Arrondissement Beauvais und ist Teil der Communauté de communes de la Picardie Verte und des Kantons Grandvilliers.

## Geographie
Die Gemeinde, ein Straßendorf,  liegt am Ostrand des Pays de Bray rund 13 Kilometer südöstlich von Formerie und vier Kilometer nördlich von Songeons.

## Einwohner
| 1962 | 1968 | 1975 | 1982 | 1990 | 1999 | 2006 | 2011 |
| ---- | ---- | ---- | ---- | ---- | ---- | ---- | ---- |
| 386  | 396  | 403  | 388  | 395  | 399  | 430  | 439  |

## Verwaltung
Bürgermeister (maire) ist seit 2008 Gilles Notteboom.

## Sehenswürdigkeiten
- Kirche Saint-Wandrille, großenteils aus dem 16. Jahrhundert, mit Renaissanceportal
- Herrenhaus (Manoir), ein für den Kleinadel typischer Ständerbau, 2006 als Monument historique eingetragen[1]
- Mairie-école, ein Ziegelbau aus dem 19. Jahrhundert
- Sogenannte Kapelle mit klassizistischer Fassade, jetzt als Wohnung genutzt

## Persönlichkeiten
- Maurice Dommanget (1888–1976), Historiker der Arbeiterbewegung, war von 1911 bis 1948 hier Lehrer.